# ریچارد براتیگان
ریچارد گَری براتیگان (به انگلیسی: Richard Gary Brautigan)‏ (زادهٔ ۳۰ ژانویه ۱۹۳۵ – درگذشتهٔ ۲۵ اکتبر ۱۹۸۴) نویسنده و شاعر معاصر آمریکایی بود. از او ۹ رمان، یک مجموعه داستان و چندین دفتر شعر منتشر شده‌است. رمان صید قزل‌آلا در آمریکا اولین و شناخته‌شده‌ترین اثر اوست. او عضو جنبش بیت بود. ریچارد براتیگان در ۴۹ سالگی با تفنگ شکاری کالیبر ۴۴ خودکشی کرد.

## زندگی

### کودکی
ریچارد در 23 ۱۹۳۵ در تاکوما واشینگتن به دنیا آمد. از دوران کودکی او اطلاعات زیادی در دست‌رس نیست اما ظاهراً دوران کودکی سختی را پشت سر گذشته‌است. پدرش پیش از به دنیا آمدن او، خانواده را ترک کرد و پس از آن که خبر درگذشت او را خواند، تازه متوجه شد پسری به نام ریچارد داشته‌است. خواهرش باربارا در بارهٔ دوران کودکی او می‌گوید: «او شب‌ها را به نوشتن می‌گذراند و تمام روز را می‌خوابید. اطرافیان خیلی اذیتش می‌کردند و سر به سرش می‌گذاشتند. آن‌ها هیچ‌وقت نفهمیدند که نوشته‌های او چه‌قدر برایش مهم هستند.»

### جوانی
ریچارد در بیست سالگی شیشهٔ پاسگاه پلیس را با سنگ شکست و یک هفته در زندان گذراند و بعد به بیمارستان دولتی آرگون تحویل داده شد. به تشخیص پزشکان به دلیل ابتلا به جنون جوانی پارانوئیدی در بیمارستان تحت شوک درمانی و مراقبت ویژه قرار گرفت. پس از مرخص شدن از بیمارستان به سان‌فرانسیسکو رفت.

در ۱۹۵۶ سالی که براتیگان ۲۱ ساله به سانفرانسیسکو رفت دوران اوج جنبش بیت بود و نویسندگان و شاعران سرشناس این جنبش در این شهر فراوان یافت می‌شدند. افرادی مانند: جک کرواک، آلن گینزبرگ، رابرت کریلی، میکل میک‌کلور، فیلیپ والن و گری اشنایدرو. او تحت تأثیر جنبش بیت قرار گرفت؛ و نخستین مجموعه شعرش را در بیست و یک سالگی منتشر کرد و سال بعد در بیست و دو سالگی با ویرجینیا دیون آدلر ازدواج کرده، سه سال بعد در ۲۵ مارس ۱۹۶۰ دخترش ایانت به دنیا آمد. تابستان سال بعد برای براتیگان نقطهٔ عطف محسوب می‌شود. در تابستان ۱۹۶۱ به هم‌راه همسر و کودک خردسالش به آیداهو رفت و زندگی در چادر کنار رودخانه‌های پر از قزل‌آلای آن‌جا را تجربه کرد و رمان صید قزل‌آلا در آمریکا را نوشت. این رمان شش سال بعد در ۱۹۶۷ منتشر شد و براتیگان را که در فقر مطلق به‌سر می‌برد و حتی در تأمین غذای روزانه دچار مشکل بود از نظر مالی نجات داد.

### دوران اوج
براتیگان قبل از صید قزل‌آلا در آمریکا چند مجموعه شعر منتشر کرد که یا به رایگان توزیع شد یا خود براتیگان در خیابان به فروش نسخه‌های آن‌ها می‌پرداخت. رمان ژنرال متفقین، اهل بیگ‌سور هر چند دومین رمان او محسوب می‌شود اما اولین رمان منتشر شده‌ای اوست. این رمان در سال ۱۹۶۴ منتشر شد و تنها ۷۴۳ نسخه از آن فروش رفت.
پس از موفقیت صید قزل‌آلا در آمریکا براتیگان دیگر هر کتابی می‌توانست منتشر کند و چنین هم کرد. او حتی کتابی منتشر کرد با نام لطفاً این کتاب را بکارید که شامل هشت شعر بود و به هم‌راه هر شعر بسته‌ای بذر، بسته‌های باز نشده این مجموعه الان نزد مجموعه‌دارن (کلکسیونرها) چندین هزار دلار خرید و فروش می‌شود. سه شعر از این اشعار با ترجمهٔ علیرضا بهنام در کتاب کلاه کافکا گزیدهٔ شعرهای ریچارد براتیگان در ایران منتشر شده‌است. البته بدون بذر.
براتیگان به سفارش جان لنون و پل مک‌کارتنی، دوستان‌اش در گروه بیتلز، چند شعر و بخش‌هایی از رمان‌هایش را در نوار کاستی با عنوان گوش دادن به ریچارد براتیگان خواند و منتشر کرد. این نوار که هم‌زمان با مجموعهٔ شعر کاشتنی براتیگان منتشر شده بود نیز حاوی ابتکارهای جالبی بود. مثلاً شعری به نام عاشقانه با هجده لحن مختلف توسط افراد مختلف از جمله خود براتیگان و دخترش لانته خوانده شد.
در ۱۹۷۰ پس از سیزده سال زندگی زناشویی پرفراز و نشیب از همسرش ویرجینیا جدا شد و دو سال بعد به پاین‌کریک مونتانا رفت و تا هشت سال پس از آن در مجامع ظاهر نشد و حاضر به ایراد سخنرانی یا انجام مصاحبه نبود.
در ۱۲ مه ۱۹۷۶ برای اولین بار به ژاپن رفت. از کودکی با ژاپنی‌ها بر سر بمباران بندر پرل هاربر مشکل داشت. عموی‌اش در آن حادثه ترکش خورد بود و هر چند یک سال بعد بر اثر حادثه‌ای از بلندی سقوط کرد و مرده بود، اما ریچارد هفت ساله مرگ عمو را به حساب ژاپنی‌ها نوشته بود و از آنان متنفر بود. سفر به ژاپن دیگاه‌اش نسبت به ژاپنی‌ها را تغییر داد و شیفتهٔ فرهنگ ژاپنی شد تا آنجا که بارها به ژاپن سفر کرد و وطن‌اش را سانفرانسیسکو، مونتانا و توکیو می‌دانست. او حتی با آکیکو که ژاپنی بود ازدواج کرد و این ازدواج دو سال دوام یافت.
براتیگان نویسنده‌ای خاصی بود و تعلق‌اش به سبک یا جریان ادبی ویژه دشوار می‌نماید. «زیبایی‌شناسی او ترکیبی از دستاوردهای سورئالیسم فرانسوی و تفکر ضدبورژوازی است که جان مایهٔ آثار هنری معاصرش را شکل داده و در عین حال در تضاد کامل با پدرسالاری قرار می‌گیرد.»
علیرضا طاهری عراقی مترجم مجموعهٔ داستان اتوبوس پیر در یادداشت مترجم می‌نویسد:
«توصیف آثار براتیگان کار ساده‌ای نیست. هیچ سبک و مکتب ادبی و سنت تاریخی را نمی‌توان زادگاه یا مبنای شیوه خاص نویسندگی و شاعری او دانست. در مورد آثار نثرش حتی این مشکل وجود دارد که آیا آن‌ها را باید در کدام گونهٔ ادبی جای داد؟ آیا رمان‌هایش را واقعاً می‌توان رمان نامید؟ آیا اصلاً در حوزهٔ ادبیات داستانی قرار می‌گیرد؟ شاید ساده‌تر این باشد که آن را سبک براتیگانی بخوانیم و بس. به هر حال به نظر می‌رسد که آثار براتیگان هم مثل خودش یتیم‌اند.»

## روان‌شناسی آثار
نقاط اوج داستان‌های براتیگان یکدست نیست و از این نظر به کنکاش بیشتری برای درک بهتر این آثار نیاز است. در رمان صید قزل آلا در آمریکا و نیز دیگر آثار براتیگان از جمله در مجموعه اشعار او تمایل درونی نویسنده به خودکشی منعکس شده‌است. آثار براتیگان از این نظر شباهت به آثار ویرجینیا وولف و ولادیمیر مایاکوفسکی دارد و خواسته‌های درونی نویسنده به خوبی از آن‌ها مشخص است. به این دلیل خواننده آثار براتیگان خود را خارج از فضای آن‌ها حس نمی‌کند چون براتیگان نویسنده‌ای است که با چیره‌دستی و مهارت لازم از آثار خود برای ارتباط مستقیم با خواننده استفاده کرده‌است.
شعر براتیگان را باید نمونهٔ کاملی از شعر زمینی دانست. شعری که بدون تحمیل تئوری‌ها و فلسفه‌های ادبی مخاطبش را نرم و آرام تا پایان با خود شریک و همراه می‌کند. شعر براتیگان مانند داستان‌هایش هیچ پیش داوری را برنمی‌تابد.

### مرگ
زندگی و مرگ او مانند آثارش بسیار پرفرازونشیب و متفاوت و غیرمنتظره بود.
او در فصل شکار همیشه به مونتانا می‌رفت و با دوستانش به شکار می‌پرداخت؛ هرچند او هیچ‌وقت نمی‌توانست به موجود زنده‌ای شلیک کند و بیشتر ادای شکارچیان را درمی‌آورد. در فصل شکار ۱۹۸۴، براتیگان به مونتانا نرفت. دوستانش نگران شدند. امکان تماس با او وجود نداشت، به همین دلیل پلیس شهر بولیناس در شمال کالیفرنیا را که محل زندگی براتیگان بود خبر کردند. در ۲۵ اکتبر ۱۹۸۴ پلیس درِ خانهٔ براتیگان را شکست و یک بطری مشروب و یک تفنگ کالیبر ۴۴ کنار جسدش پیدا کرد. بنابر اظهارنظر پزشکی قانونی، او «ایستاده رو به دریا پشت پنجره» به شقیقه‌اش شلیک کرده‌است.

## آثار

### رمان
- - ژنرال متفقین، اهل بیگ سور (۱۹۶۴)
- - صید قزل آلا در آمریکا (۱۹۶۷)
- - در قند هندوانه (۱۹۶۸)
- - سقط جنین (۱۹۷۱)
- - هیولای هاوکلاین (۱۹۷۴)
- - بارش کلاه مکزیکی: یک رمان ژاپنی(۱۹۷۵)
- - در رؤیای بابل (۱۹۷۷)
- - پس باد همه چیز را با خود نخواهد برد (۱۹۸۲)
- - یک زن بدبخت (۱۹۸۲)

### داستان کوتاه
- - انتقام چمن، در ایران: اتوبوس پیر و چند داستان دیگر (۱۹۷۱)

### شعر
- - لطفاً این کتاب را بکارید. (۱۹۶۸)
- - ۳۰ ژوئن، ۳۰ ژوئن (۱۹۷۸)
- - پادشاهی دوم. (قلمرو دوم)
- - دری لولا شده به فراموشی

## در زبان فارسی

### داستان
- - ۱۳۸۴ - صید قزل‌آلا در آمریکا، پیام یزدانجو، نشر چشمه.
- - ۱۳۸۴ - در قند هندوانه، مهدی نوید، نشر چشمه.
- - ۱۳۸۴ - اتوبوس پیر و چند داستان دیگر(دشمن چمن)، علیرضا طاهری عراقی، نشر مرکز.
- - ۱۳۸۵ - صید قزل‌آلا در آمریکا، هوشیار انصاری فرد، نشر نی.
- - ۱۳۸۶ - در رؤیای بابل، پیام یزدانجو، نشر چشمه.
- - ۱۳۸۷ - پس باد همه چیز را با خود نخواهد برد، حسین نوش‌آذر، انتشارات مروارید.
- -١٣٨٨-یک زن بدبخت، حسين نوش آذر، انتشارات مروارید
- -۱۳۹۴-بارش کلاه مکزیکی: یک رمان ژاپنی، فرید قدمی، نشر نیماژ

### تک داستان‌ها
- ۱۹۹۵ - قهوه، آب و هوای سانفرانسیسکو، بهمن فرسی، سنگ ۱، آلمان.

### شعر
- ۱۳۸۴ - کلاه کافکا، علیرضا بهنام، نشر چشمه.
- ۱۳۸۶ - دری لولا شده به فراموشی، یگانه وصالی، نشر چشمه.
- ۱۳۸۷ - خانه‌ای جدید در آمریکا، محسن بوالحسنی و سینا کمال‌آبادی، نشر رسش.
- ۱۳۸۷ - لطفاً این کتاب را بکارید، مهدی نوید، نشر رخداد نو.

### نمونه‌ای از ترجمه اشعار در فارسی
| علیرضا بهنام                                     | یگانه وصالی                                      | محمدرضا فرزاد                                |
| کلاه کافکا                                       | دری لولا شده به فراموشی                          | تو مشغول مردنت بودی                          |
| رنگ به جای شروع                                  | رنگی برای آغاز                                   | رنگی چون آغاز                                |
| ------------------------------------------------ | ------------------------------------------------ | -------------------------------------------- |
| عشق را فراموش کن می‌خواهم هلاک شوم در گیسوان زردت | عشق را فراموش کن می‌خواهم در گیسوان زرد تو بمیرم. | بی خیالِ عشق! می‌خواهم لای موهای طلائی‌ت بمیرم. |

### نمونه‌ای از ترجمه صید قرل‌آلا در آمریکا
| پیام یزادنجو | هوشیار انصاری‌فر |
| ۱۳۸۴ | ۱۳۸۵ |
| درآمد فصل مایونز | پیش‌درآمدی به فصل مایونز |
| --- | --- |
| «اسکیموها همهٔ عمرشان را بین یخ‌ها سر می‌کنند اما هیچ تک‌واژه‌ای برای یخ ندارند» - یک میلیون سال نخست انسان، نوشتهٔ ام.اف. اشلی مونتگیو. | «اسکیموها تمام عمر خود را میان یخ به سر می‌برند، اما حتی یک واژه هم برای یخ ندارند» - بشر: یک میلیون سال ابتدای حیاتش نوشتهٔ م.ف. اشلی مانتگیو. |